# Freud (månekrater)
Freud er et meget lille nedslagskrater på Månen. Det befinder sig på den nordvestlige del af Månens forside og er opkaldt efter den østrigske psykoanalytiker Sigmund Freud (1856 – 1939).
Navnet blev officielt tildelt af den Internationale Astronomiske Union (IAU) i 1973.

## Omgivelser
Freudkrateret ligger på et plateau inde i Oceanus Procellarum, få kilometer vest for Vallis Schröteri. Schröteri er en lang, bugtet dal, som begynder nord for Herodotuskrateret, og som derefter først slynger sig mod nord, derpå mod nordvest og endelig mod sydvest til den når kanten af maret.

## Måneatlas
- Billeder af Freudkrateret i LPI-måneatlasset